# Селець (Плонський повіт)
Селець (пол. Sielec) — село в Польщі, у гміні Червінськ-над-Віслою Плонського повіту Мазовецького воєводства.
Населення — 338 осіб (2011).
У 1975-1998 роках село належало до Плоцького воєводства.

## Демографія
Демографічна структура станом на 31 березня 2011 року:
|          | Загалом | Допрацездатний вік | Працездатний вік | Постпрацездатний вік |
| -------- | ------- | ------------------ | ---------------- | -------------------- |
| Чоловіки | 156     | 32                 | 109              | 15                   |
| Жінки    | 182     | 34                 | 109              | 39                   |
| Разом    | 338     | 66                 | 218              | 54                   |